# Вангел Георгиев
Вангел Георгиев Начев, наречен Сребренски (на гръцки: Βαγγέλης Στρεμπενιώτης, Γεωργίου, Νάτσης, Вангелис Стрембениотис, Георгиу, Нацис), e деец на Вътрешната македоно-одринска революционна организация, станал ренегат и оглавил гъркоманска чета на гръцка въоръжена пропаганда в Македония.

## Биография
Вангел Георгиев е роден в 1876 година в леринското село Сребрено (Сребрени), днес Аспрогия, Гърция. Оглавява хайдутска чета в района, а негови четници са Христо Панайотов Малечкио, Григор Войнов и други. През 1897 година участва в Гръцко-турската война от 1897 година, като участва в сражението при Велестино.
След това действа като войвода на ВМОРО, напуска организацията след убийството на чичо му поп Димитър Икономов през 1901 година и в крайна сметка е спечелен с пари от костурския владика Германос Каравангелис за гръцката кауза в Македония и сформира първата местна гъркоманска чета от 15 души. През юни 1903 година четата на Вангел Георгиев посреща критянската чета от офицери на Георгиос Перакис и заедно започват да действат срещу четите на ВМОРО. Вангел Георгиев заедно с турски войски води сражение с четата на Фоти Кирчев, който е ранен и пленен от турците.
По време на Илиненско-Преображенското въстание гъркоманската чета на Вангел от около 50 души заедно с турския аскер неуспешно защитава влашката паланка Клисура от нападението на четите на ВМОРО. След това влиза в сражение с български чети и избива мирно население.
Убит е по заповед на Даме Груев от Никола Манзувчев от четата на Александър Турунджов на 14 май 1904 година между Суровичево и Айтос заедно с Щерьо Колев (Стерьос Волиотис) от Сребрено, докато се връща от Битоля, където е бил призован като свидетел от зеленичкия свещеник.
В 1960 година в Костур е издигнат негов бюст.
- Вангел Георгиев с децата си
- Дъщерята на Вангел Георгиев
- Паметник на Вангел Георгиев на входа на Сребрени